# Cine Gibi (franquia)
Cine Gibi é uma franquia brasileira de filmes de animação e revistas, baseada nos quadrinhos de Turma da Mônica, de autoria de Mauricio de Sousa. Os filmes giram em torno de uma máquina de Franjinha que reproduz histórias em quadrinhos em formato de filme. O primeiro, Cine Gibi, foi lançado em 2004 após a valorização do cinema no Brasil, o único da série a ser lançado nos cinemas. Ao todo, há nove filmes na franquia, e alguns filmes geraram revistas com histórias baseadas neles. Em geral, Cine Gibi teve recepção mista.

## Informações gerais
Os filmes da série Cine Gibi centram-se em uma máquina em formato de liquidificador gigante criada pelo personagem Franjinha. Esse aparelho projeta histórias de gibis em formato de filme, numa sessão de cinema onde estão os personagens principais, como Mônica, Magali, Cascão e Cebolinha. As histórias são adaptadas dos quadrinhos de Turma da Mônica.

### Elenco
Abaixo estão listados os dubladores principais da franquia Cine Gibi.
- Marli Bortoletto — Mônica
- Angélica Santos — Cebolinha
- Paulo Cavalcante — Cascão
- Elza Gonçalves — Magali
- Sibele Toledo — Franjinha
- Dirceu de Oliveira — Chico Bento

## História
| 2004 | Cine Gibi   |
| 2005 | Cine Gibi 2 |
| 2006 |             |
| 2007 |             |
| 2008 | Cine Gibi 3 |
| 2009 | Cine Gibi 4 |
| 2010 | Cine Gibi 5 |
| 2011 |             |
| 2012 |             |
| 2013 | Cine Gibi 6 |
| 2014 | Cine Gibi 7 |
| 2015 | Cine Gibi 8 |
| 2016 | Cine Gibi 9 |

O primeiro Cine Gibi foi possível devido à "valorização da produção nacional"; Mauricio não criava filmes há anos. Com orçamento de 5 milhões de reais e feito "às pressas" para o lançamento coincidir com o período de férias escolares, foi lançado nos cinemas em 9 de julho de 2004. Em outubro, foi lançado em DVD, sendo o primeiro com a opção de  língua de sinais. A sequência, Cine Gibi 2, teve como diferencial a presença do personagem Chico Bento, que não apareceu no primeiro filme. Ao contrário do primeiro, não foi lançado nos cinemas, mas diretamente em mídia física no dia 7 de setembro de 2005. Quarenta mil unidades em DVD foram colocadas à venda, com promoção da Blockbuster e Nissin, e o filme também foi lançado em VHS. As histórias do filme foram republicadas em Cine Gibi 2 - A Revista, lançada no mesmo mês pela Editora Globo.
Em 5 de dezembro de 2008, foi lançada a sequência de Cine Gibi 2 em DVD, Cine Gibi 3 - Planos Infalíveis, com foco em histórias sobre o Cebolinha. A partir de 2 de outubro de 2009, Cine Gibi 4 - Meninos e Meninas começou a ser distribuído em DVD. Também foi relatado que os três primeiros DVDs da série estavam disponíveis para compra em uma maleta para colecionadores. Em março do ano seguinte, foi lançada uma revista de mesmo nome baseada nas histórias do filme. Seis meses depois, no dia 28, a sequência Cine Gibi 5 - Luz, Camera, Ação! foi lançada e, em fevereiro de 2011, gerou uma revista de mesmo nome. Cine Gibi 6 - Hora do Banho, com foco no personagem Cascão, foi lançado em 2013. No ano seguinte, foi lançado Cine Gibi 7 - Bagunça Animal. Em 2015, foi lançado Cine Gibi 8 - Tá Brincando? O último filme da série até então é Cine Gibi 9 - Vamos Fazer de Conta!, lançado em 2016.
Depois de muito tempo, em 20?? a Fundation Arthur Productions (FAP) vai lançar Cine Gibi 10 - O Novo.

## Recepção
O primeiro Cine Gibi, único a ser lançado nos cinemas, atraiu 31 658 espectadores no fim de semana de 9 a 11 de julho de 2004. Segundo a Rede Blockbuster, seu DVD foi o terceiro mais vendido na semana de 3 a 10 de janeiro de 2005. Críticos de cinema analisaram apenas os primeiros dois filmes da franquia, e tiveram, em geral, recepção mista. Por exemplo, enquanto o CineClick chamou as histórias do primeiro filme de "divertidas", o Cineplayers disse que são "sem diversão alguma" e deu uma nota de 3/10. O Omelete e o CineClick elogiaram a qualidade técnica, mas o UOL Cinema disse que era "tecnicamente inferior aos desenhos dos anos 80". Sobre o segundo filme, duas críticas foram feitas: uma da Folha de S.Paulo, com uma nota de uma estrela de três, comentando que não era tão bom quanto o primeiro, e outra do UOL Cinema, que deu uma nota de duas estrelas de cinco e disse que a animação era "mais clean, mas também mais simplista".